# Valhuon
Valhuon ist eine französische Gemeinde mit 544 Einwohnern (Stand 1. Januar 2022) im Arrondissement Arras des Départements Pas-de-Calais. Sie liegt im Kanton Saint-Pol-sur-Ternoise und ist Mitglied des Kommunalverbandes Ternois.
| Tangry    |         | Bours |
| Huclier   | Kompass |       |
| Troisvaux | Brias   |       |

## Sehenswürdigkeiten

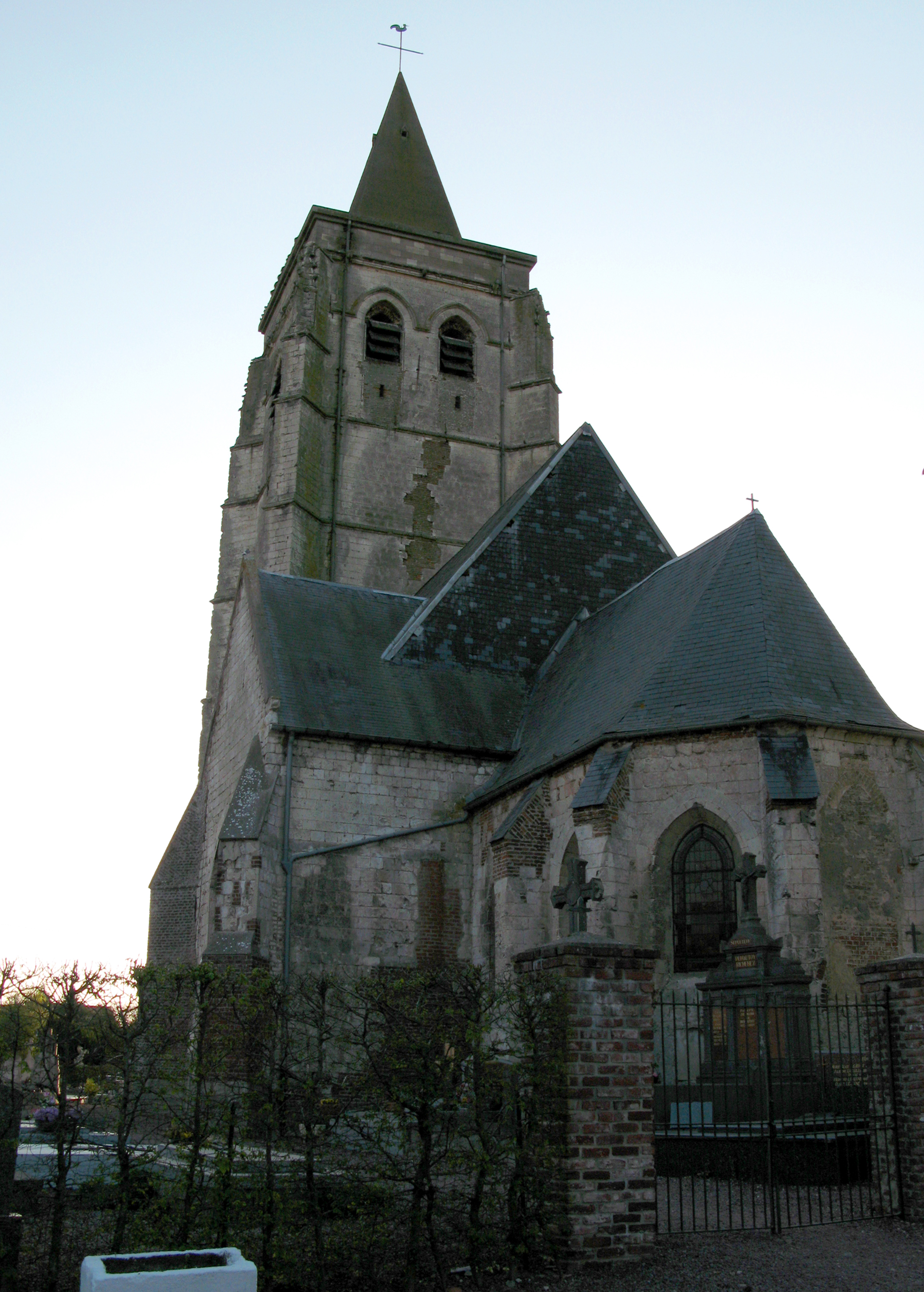
Kirche Saint-Omer

## Persönlichkeiten
- Albert Châtelet (* 1883 in Valhuon; † 1960 in Paris), Mathematiker, Hochschullehrer, -rektor und Politiker